# Marta Higueras
Pour les articles homonymes, voir Higueras (homonymie).
Marta Higueras, née en 1964 à Madrid, est une femme politique espagnole.
Après avoir été directrice de cabinet des conseillers à la Justice et aux Administrations publiques du gouvernement basque de 2009 à 2013, elle est vice-maire et première adjointe à la maire de Madrid, Manuela Carmena, chargée de l'Équité, des Droits sociaux et de l'Emploi, entre juin 2015 et juin 2019. 

## Parcours
Marta María Higueras Garrobo naît à Madrid en 1964. Géographe de formation, elle habite le district d'Arganzuela.
Elle a travaillé comme fonctionnaire au tribunal d’instruction de la place de Castille à Madrid, puis comme cheffe de la section du secrétariat-greffe (sección de oficina judicial) du Conseil général du pouvoir judiciaire, l'organe constitutionnel de direction du pouvoir judiciaire espagnol, pendant 5 ans. Au Pays Basque, elle a été conseillère auprès d'Inmaculada de Miguel, directrice des relations avec l'Administration judiciaire, et en août 2009 elle a été nommée directrice de cabinet d'Idoia Mendia, conseillère à la Justice et aux Administrations publiques du gouvernement basque du socialiste Patxi López, poste qu'elle a occupé jusqu'en janvier 2013,,.
Elle a par la suite travaillé au Tribunal des comptes, dans le secrétariat de la juge et conseillère du tribunal María Antonia Lozano, nommée à ce poste sur proposition du PSOE et de Gauche unie. Elle a également été membre de la Commission à l'Égalité de cette institution (2013-2015).

### Engagement politique

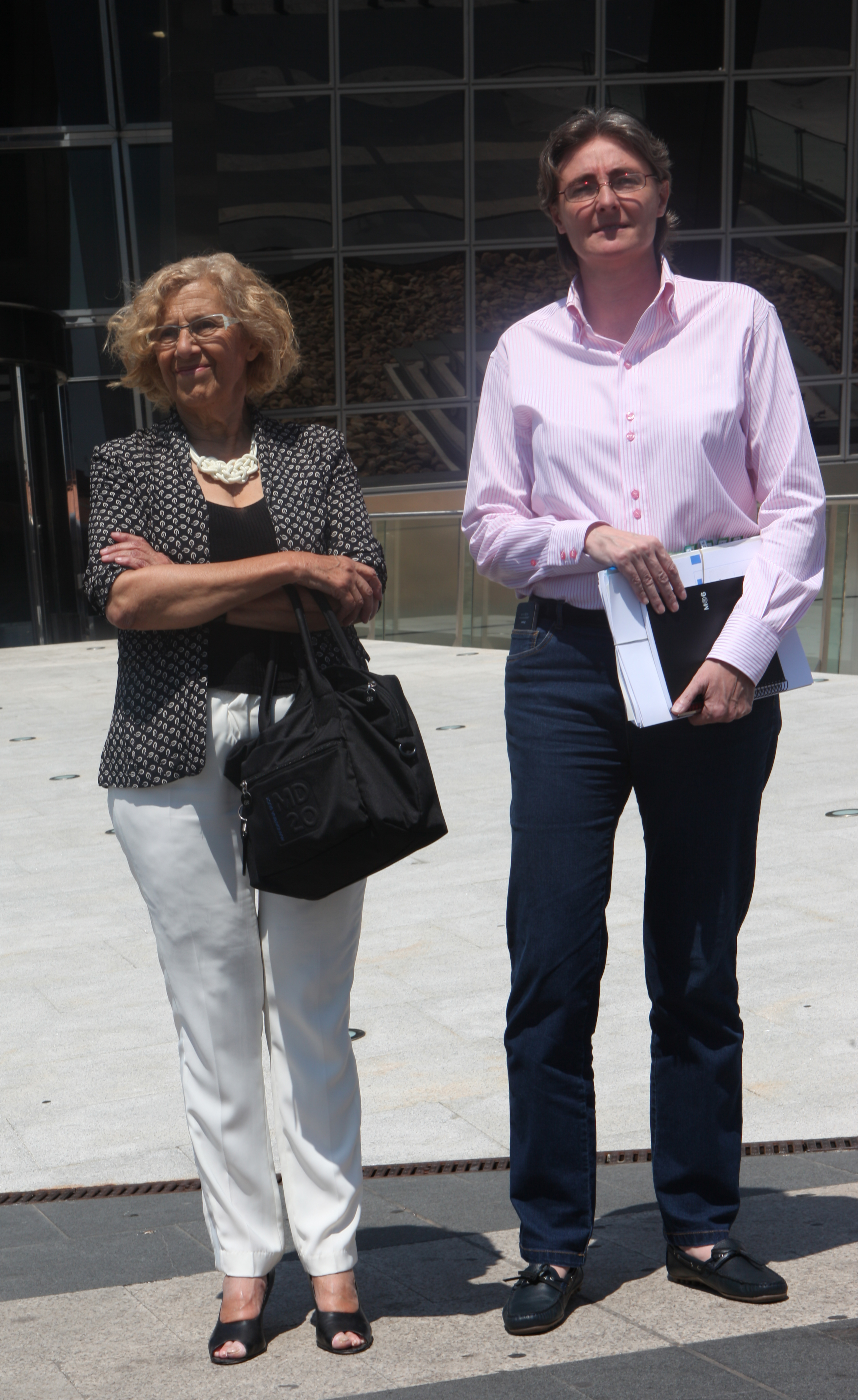
Manuela Carmena et Marta Higueras, place de Castille à Madrid, en juin 2015.

Lors des élections municipales de 2015 à Madrid elle figure à la septième position sur la liste de Maintenant Madrid. Après la victoire de cette candidature, elle est conseillère municipale, vice-maire et première adjointe à la maire, chargée de l'Équité, des Droits sociaux et de l'Emploi.
Elle est considérée par les médias comme « la personne de confiance » de la maire, Manuela Carmena, qu'elle a connu lorsque cette dernière était juge au Tribunal d'instruction de la Place de Castille en 1992, et a depuis maintenu une étroite relation avec elle. 
Au sein de la municipalité, elle a mis en œuvre le bureau de médiation anti-expulsion, un dossier qu'elle connaît de près depuis son expérience au service de médiation hypothécaire au gouvernement basque lorsqu'elle était directrice de cabinet de la conseillère à la Justice et aux Administrations publiques.
Depuis 2017, elle s'affirme publiquement lesbienne.
Pour les élections municipales de 2019 à Madrid, elle figure en deuxième position sur la liste Más Madrid, menée par Manuela Carmena. Bien que cette liste arrive en tête, le bloc de gauche perd la majorité absolue au conseil. Marta Higueras siège donc depuis comme conseillère d'opposition. La maire sortante préférant se retirer du premier plan de la vie politique, elle renonce à son mandat et c'est Marta Higueras qui devient la porte-parole du groupe politique Más Madrid au conseil municipal.